# Apteribis
Genre
Apteribis est un genre éteint d'oiseaux inaptes au vol appartenant à la sous-famille des Ibis ; il était endémique des îles Hawaï.

## Distribution
Les restes de petits ibis appartenant au genre n'ont été trouvés que sur les îles de Maui, Lanai et Molokai, qui faisaient partie de l'île préhistorique de Maui Nui, il y a environ 200 000 ans, jusqu'au moment où l'élévation du niveau de la mer en a fait des îles distinctes. Olson et James pensent que le genre était endémique de Maui Nui. Ils postulent que ces ibis vivaient sur le tapis forestier et, du fait de leur inaptitude au vol, qu'ils étaient susceptibles d'être piégés dans des coulées de lave et qu'ils exerçaient une forte prédation sur les escargots terrestres de Maui Nui.

## Taxonomie
L'analyse des plumes du spécimen venant de Lanai montre une proximité avec les ibis du genre Eudocimus. L'analyse conclut également qu'Apteribis pourrait avoir été de couleur brun-beige, comme les juvéniles d'Eudocimus. Cela indique que les premiers pourraient avoir évolué, concernant leur inaptitude au vol et leur couleur, selon une forme de néoténie.

## Espèces
Deux espèces ont été décrites :
- †A. glenos (Olson & Wetmore, 1976), apteribis de Molokai ;
- †A. brevis (Olson & James, 1991), apteribis de Maui.

Le matériel fossile collecté sur Maui indique qu'une troisième espèce apparentée vivait à cet endroit ; elle était globalement plus grande et se trouve à des altitudes inférieures à comparer de A. brevis, et on la connaît comme Maui lowland apteribis (« apteribis des basses terres de Maui »). Un autre spécimen, très bien conservé, a été retrouvé à Lanai, mais il n'est pas encore[Quand ?] décrit en détail ni attribué à une espèce.